# Hot Stuff
Hot Stuff („Heiße Sache“) ist ein Disco-Lied von Donna Summer, das 1979 erschien und auf dem Album Bad Girls von Casablanca Records veröffentlicht wurde. Es erreichte Platz eins der Billboard 200.

## Geschichte
Das Lied wurde von Pete Bellotte, Harold Faltermeyer und Keith Forsey geschrieben und von Giorgio Moroder gemeinsam mit Bellotte produziert. Nachdem Bad Girls am 30. Juni 1979 von Platz 5 auf 3 vorrückte und Hot Stuff gleichzeitig von 1 auf 2 zurückfiel, war sie die erste Frau, die gleichzeitig zwei Singles in den Top-3 der Billboard 200 hatte. Für das Stück erhielt Summer den Grammy Award for Best Female Rock Vocal Performance. Es erreichte Platin-Status in den USA. Der Song wurde auf Platz 67 der Billboard's Greatest Songs of All Time gesetzt.

## Kommerzieller Erfolg

### Chartplatzierungen
| ChartsChartplatzierungen       | Höchstplatzierung | Wochen |
| ------------------------------ | ----------------- | ------ |
| Deutschland (GfK)              | 5 (22 Wo.)        | 22     |
| Österreich (Ö3)                | 3 (20 Wo.)        | 20     |
| Schweiz (IFPI)                 | 1 (16 Wo.)        | 16     |
| Vereinigte Staaten (Billboard) | 1 (21 Wo.)        | 21     |
| Vereinigtes Königreich (OCC)   | 11 (10 Wo.)       | 10     |

| ChartsJahrescharts (1979)      | Platzierung |
| ------------------------------ | ----------- |
| Deutschland (GfK)              | 17          |
| Österreich (Ö3)                | 13          |
| Schweiz (IFPI)                 | 14          |
| Vereinigte Staaten (Billboard) | 7           |

### Auszeichnungen für Musikverkäufe
| Land/Region                  | Auszeichnungen für Musikverkäufe (Land/Region, Auszeichnung, Verkäufe) | Verkäufe  |
| ---------------------------- | ---------------------------------------------------------------------- | --------- |
| Italien (FIMI)               | Gold                                                                   | 35.000    |
| Kanada (MC)                  | Platin                                                                 | 150.000   |
| Neuseeland (RMNZ)            | Gold                                                                   | 10.000    |
| Spanien (Promusicae)         | Gold                                                                   | 30.000    |
| Vereinigte Staaten (RIAA)    | Platin                                                                 | 2.000.000 |
| Vereinigtes Königreich (BPI) | Gold                                                                   | 400.000   |
| Insgesamt                    | 4× Gold · 2× Platin ·                                                  | 2.625.000 |

## Coverversionen
Das Stück wurde oft gecovert, so von den Pussycat Dolls auf dem Album PCD oder 1988 von der deutschen Gruppe Boys From Brazil. Auch im Film The Full Monty von 1997 wurde es gespielt. Sylvie Meis sang 2020 bei der deutschen Ausgabe von The Masked Singer eine Version im Techno-Stil. Im September 2020 hat Kygo einen Remix des Originals veröffentlicht, bei dem Sequenzen eines computergesteuerten Synthesizers dazugemischt wurden.